# L'allegro squadrone (romanzo)
L'allegro squadrone (titolo originale: Les Gaietés de l'escadron) è un romanzo umoristico di Georges Courteline, pubblicato a Parigi nel 1886. Il romanzo è stato tradotto in lingua italiana nel  1992 col titolo L'allegro squadrone.

## Trama

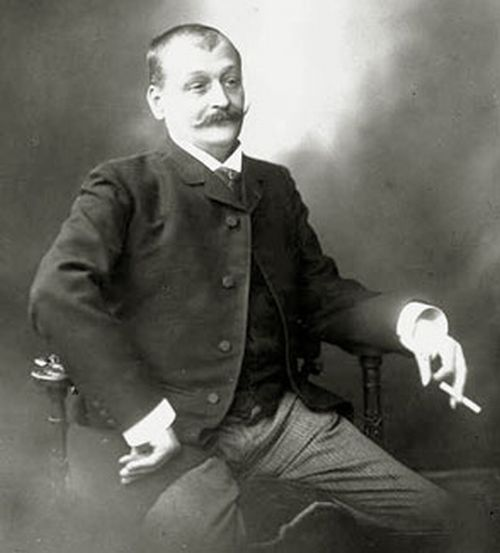
Ritratto fotografico dello scrittore Georges Courteline (1900 circa)

Il romanzo è in realtà una serie di bozzetti caricaturali riguardanti la vita militare. Georges Moinaux (1858-1929), che scriverà con lo pseudonimo di Georges Courteline, svolse il servizio militare a Bar-le-Duc dal 1879 al 1881 come soldato di leva nel 13º reggimento dei cacciatori a cavallo. L'esperienza non fu delle più felici per cui le prime opere di Courteline (La Soupe del 1884, primo della serie de Souvenirs de l'escadron terminate nel 1885 e inglobate poi nel 1886 ne Les Gaietés de l'escadron; Lidoire del 1891) sono tutte opere satiriche e polemiche dedicate alla vita militare, in particolare alla rigidità della disciplina militare produttrice di ingiustizia e assurdità, anziché di ordine ed efficienza. L'esperienza della leva militare traspare anche dal punto di vista dell'autore, quello dei soldati semplici i cui diretti superiori sono soprattutto i sottufficiali. Pertanto mentre alcuni ufficiali sono talora rappresentati con simpatia (è il caso, per esempio, del capitano Hurluret, un ubriacone cordiale il quale arringa le nuove reclute con parole retoriche assicurando loro che il reggimento è una grande famiglia nella quale gli ufficiali sono i padri e i soldati semplici i figli) i sottufficiali, in particolare il maresciallo Flick, sono rappresentati di solito come individui ottusi e odiosi al punto da suscitare perfino comportamenti violenti (per esempio, Flick sarà assalito, durante la ronda notturna, da un gruppo di soldati).

## Edizioni
- Les Gaietés de l'escadron, Paris: Marpon-Flammarion, 1886
- Les Gaietés de l'escadron; illustrations de Emmanuel Barcet, Paris: P. Ollendorff, 1913
- L'allegro squadrone; trad. di Luciano Cortevesio, Milano: Mursia, 1992, Collana GUM n. 224, ISBN 88-425-1292-3

## Adattamenti
- Les Gaietés de l'escadron - farsa teatrale dello stesso Georges Courteline, rappresentata a Parigi nel 1895
- Lo squadrone si diverte - film francese diretto da Maurice Tourneur nel 1932
- Allegro squadrone, film italiano diretto da Paolo Moffa nel 1954